# Kerk van Noordbroek

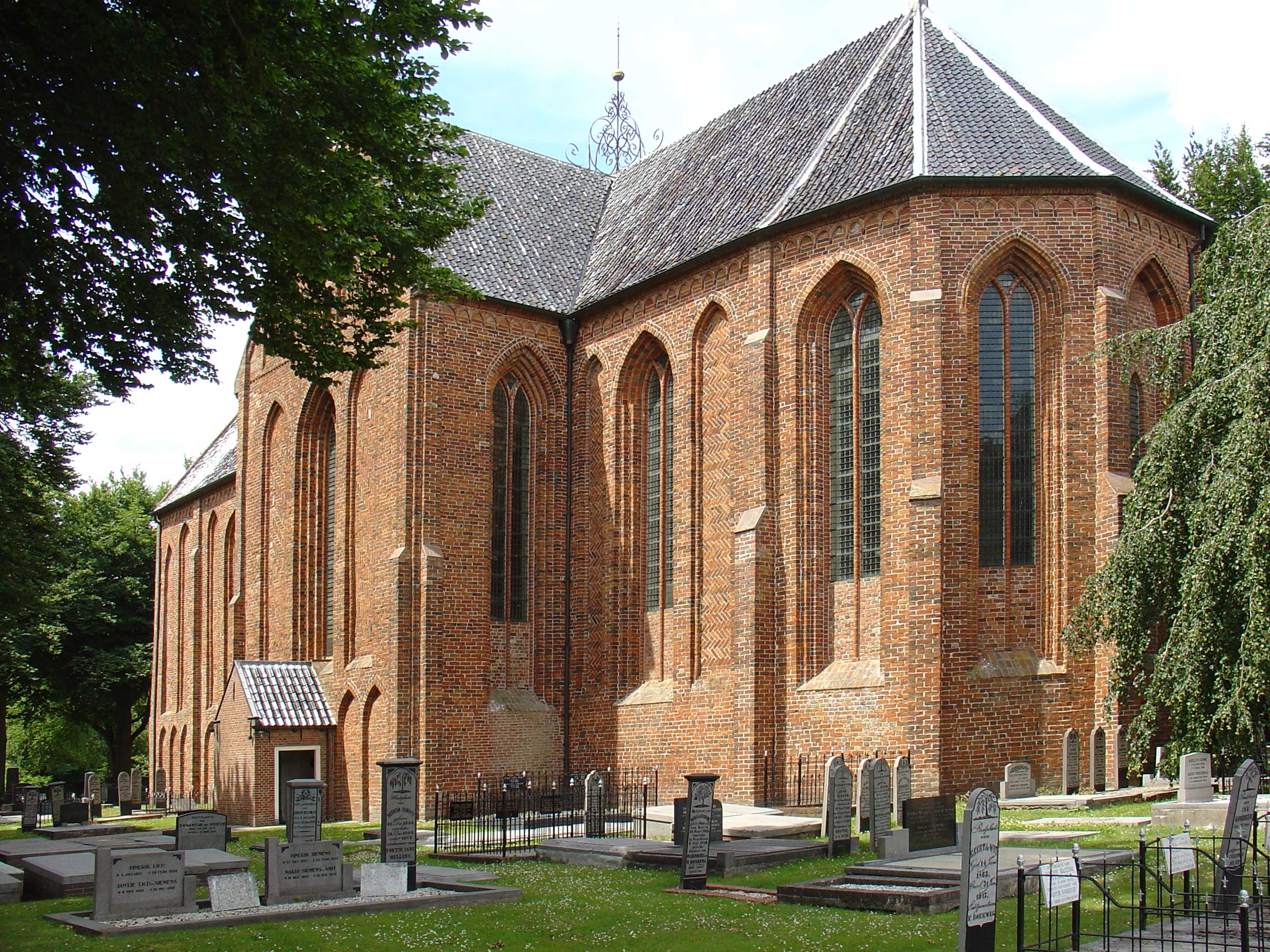
Kerk van Noordbroek

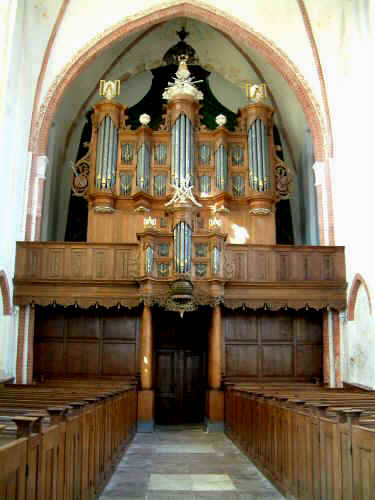
Arp Schnitgerorgel en preekstoelInterieur van de kerk van Noordbroek met het Arp Schnitgerorgel

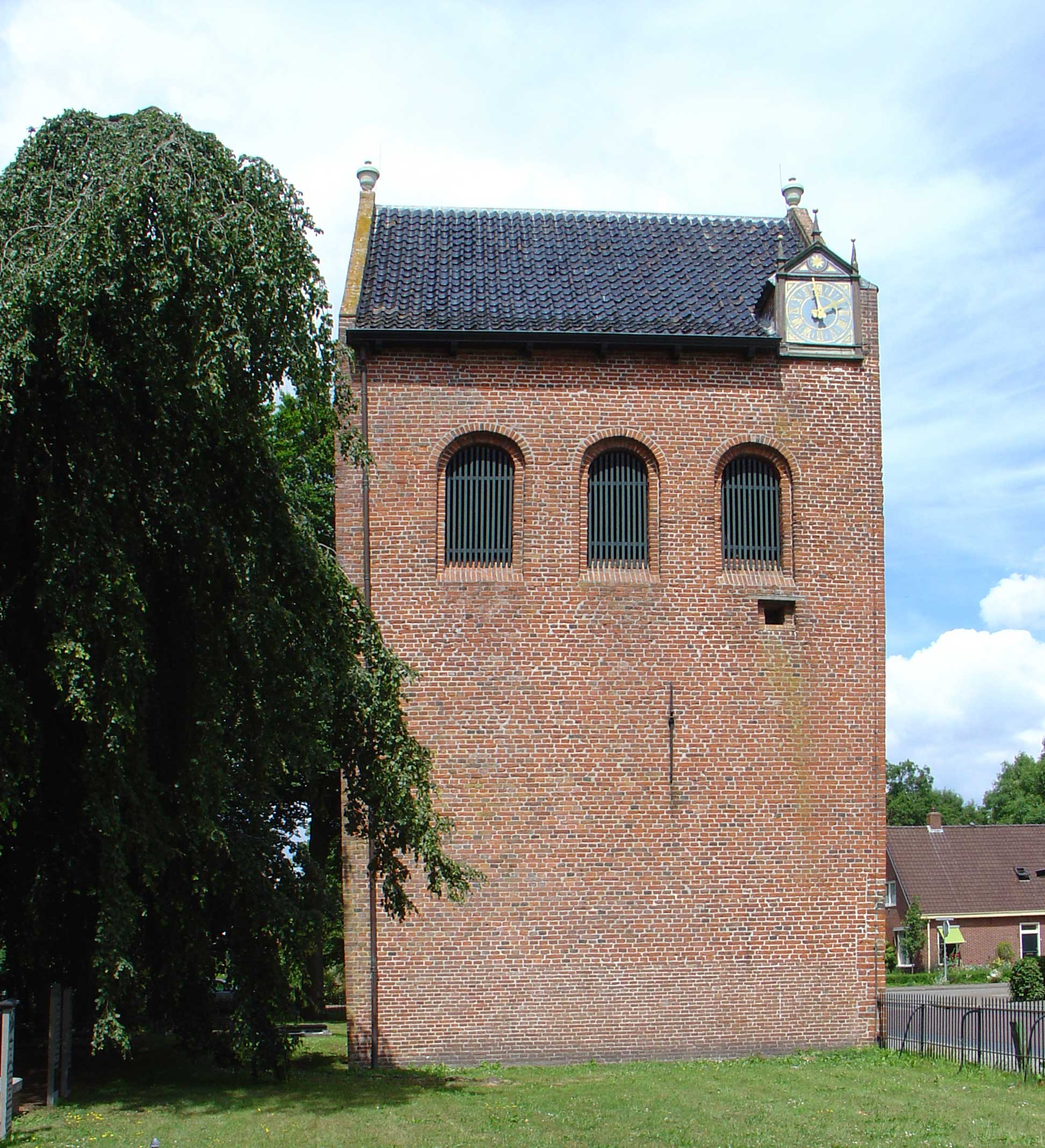
De Olle Dodde

De kerk van Noordbroek behoort tot de hoogtepunten van de laat-romanogotiek in Groningen. Het kerkgebouw, een kruiskerk, is in het eerste kwart van de 14e eeuw gebouwd. De losstaande romaanse toren (bijgenaamd Olle Dodde - 'oud, dik en log ding') is mogelijk iets ouder; de toren is uitgerust met een zadeldak. Beide zijn in de loop der eeuwen slechts op een aantal ondergeschikte punten aangepast. Nog steeds heeft het de uitstraling die de bouwmeester destijds voor ogen moet hebben gehad.
De kerk is gewijd aan een onbekende heilige, wellicht een van de leden van het Thebaanse Legioen. Het zegel uit de 17e eeuw toont een krijgsman met wapperende mantel, die in de linkerhand een afbeelding van een kerk, in de rechterhand een lans of vaandel vasthoudt. Het attribuut van een kerk zou mogelijk kunnen wijzen op de heilige Liudger.

## Schilderingen

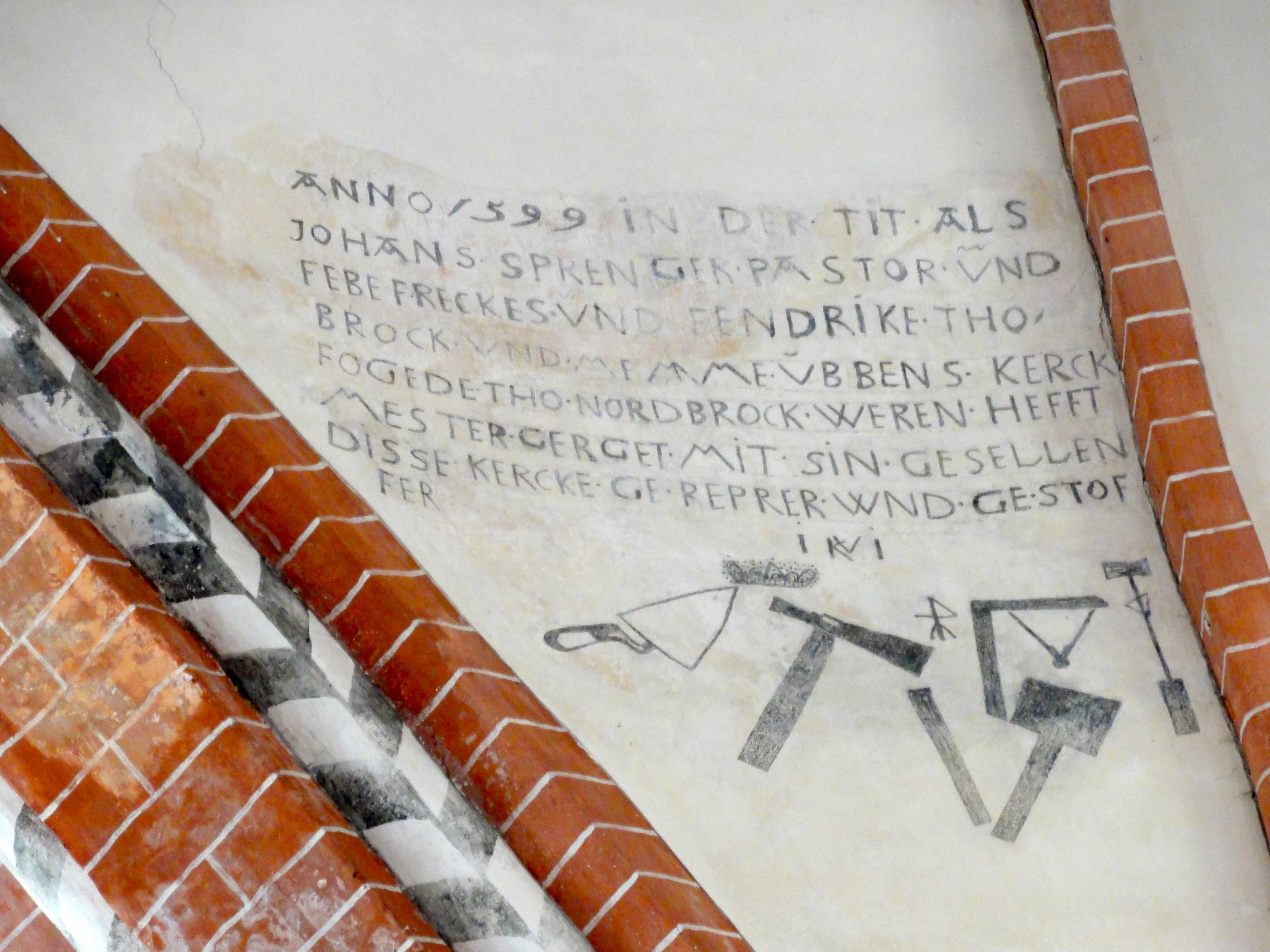
Herstel van de kerk in 1599

In de kerk zijn middeleeuwse muur- en gewelfschilderingen te zien. De schilderingen in de kerk van Noordbroek geven een voorbeeld van hoe in de middeleeuwen thema's uit het Oude en het Nieuwe Testament met elkaar werden verbonden. Zo werden de zondeval (links) en de doop van Jezus in de Jordaan (rechts) naast elkaar gezet. De noordelijke (linker) zijde stond daarbij symbool voor het negatieve en de zuidelijke (rechter) zijde voor het positieve. Een ander vaak geschilderd tafereel is het laatste oordeel. In de kerk van Noordbroek is deze voorstelling weergeven als een soort beeldverhaal. De opstanding der doden, Maria als voorspraak, Christus als rechter, de hel en de hemel zijn in afzonderlijke beelden vastgelegd. Ook de schildering van Christophorus, die het kind Jezus over de rivier draagt is in deze kerk gedetailleerd weergegeven, met onder andere een vissend jongetje aan de oever van de rivier. De schilderingen in de kerk zijn enkele eeuwen bedekt geweest door een laag witkalk. Ze zijn weer tevoorschijn gekomen na restauraties in de 20e eeuw. Bij het verwijderen van de kalklaag kwam ook een tekst tevoorschijn waaruit bleek, dat de kerk in 1599 ingrijpend is gerestaureerd door meester Gerget en zijn gezellen.De door hen gebruikte werktuigen staan afgebeeld bij deze tekst. De herstelwerkzaamheden vonden plaats toen Johannes Sprenger predikant van Noordbroek was. Hij was van 1597 tot 1599 de eerste officiële predikant van de kerk na de hervorming.

## Arp Schnitgerorgel en preekstoel
Regelmatig worden de klanken van het Arp Schnitgerorgel (uit 1696) ten gehore gebracht. Ook de orgelbouwers Albertus Antoni Hinsz en H.H. Freytag hebben respectievelijk in 1768 en in 1809 aan het orgel gewerkt. De preekstoel met dooptuin dateren van 1757 en zijn gemaakt naar ontwerp van W.E. Struve.
Op aanvraag kan de kerk worden bezichtigd of wordt er een rondleiding gegeven.

## Dreigende sluiting
In 1967 hing het lot van de kerk aan een zijden draadje. Er moest voor 355.000 gulden aan onderhoud worden gepleegd, waarvan de toenmalige gemeente Oosterbroek 106.500 zou moeten bijdragen. De fracties van de PvdA en de PSP in de gemeenteraad vonden dit veel te veel geld. Er was al een monumentale kerk (de Petruskerk (Zuidbroek)) en daar moesten de Noordbroekers maar heen gaan. Van het geld kon beter een zwembad worden aangelegd of het geld kon worden ingezet voor de bestrijding van de werkloosheid. Omdat het voorstel tot subsidieverlening dreigde te worden afgewezen besloot de gemeenteraad tot uitstel. In de Groninger kranten ontstond daarop een felle briefwisseling over de subsidie. Uiteindelijk besloot in een volgende raadsvergadering een krappe meerderheid van de gemeenteraad (VVD, ARP, CHU en 2 PvdA-leden) om de subsidie alsnog toe te kennen. Onder de tegenstemmers waren alle PSP-ers en de meerderheid van de PvdA-leden.

## Wandschilderingen

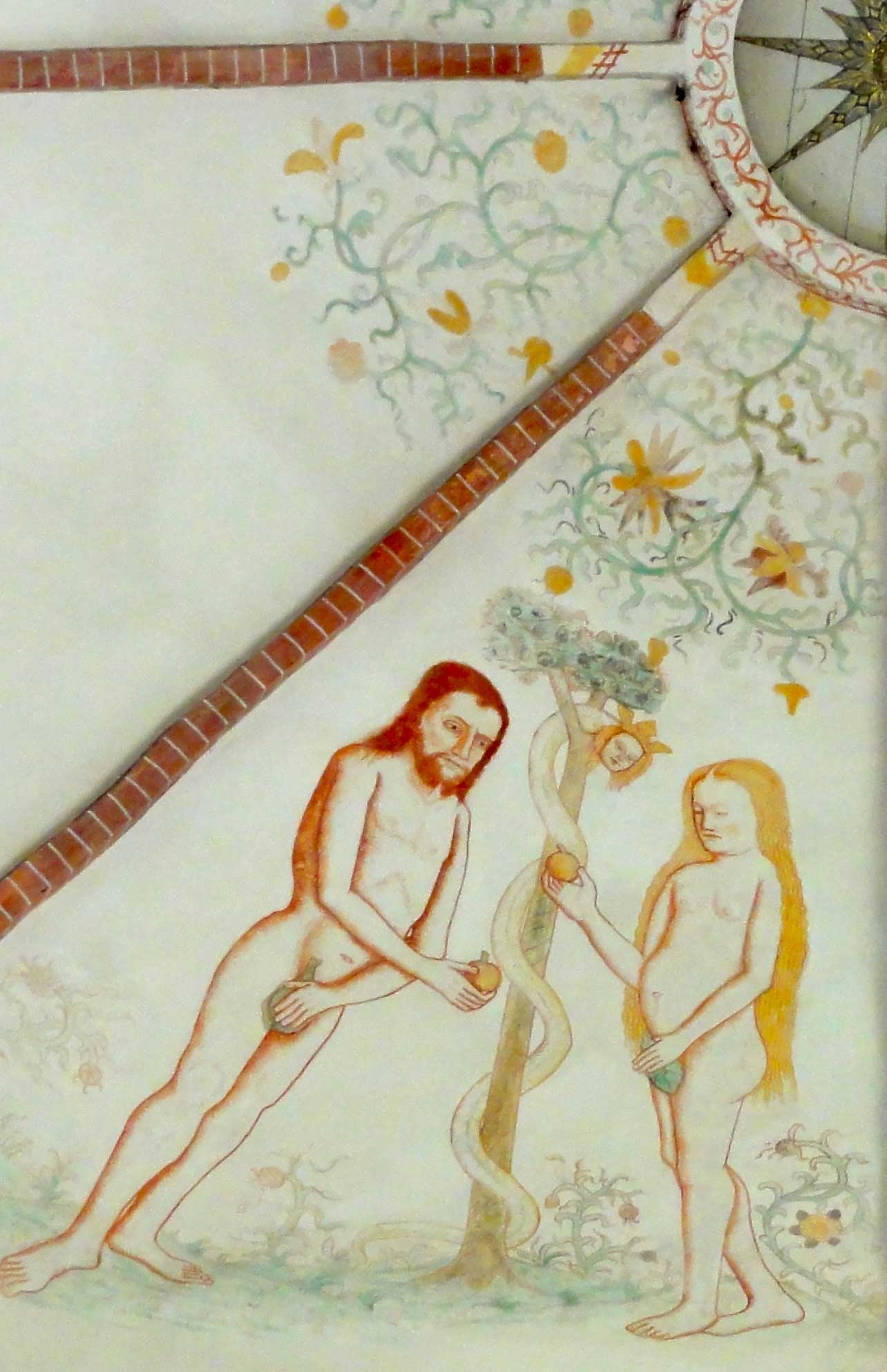
De zondeval (Adam en Eva)
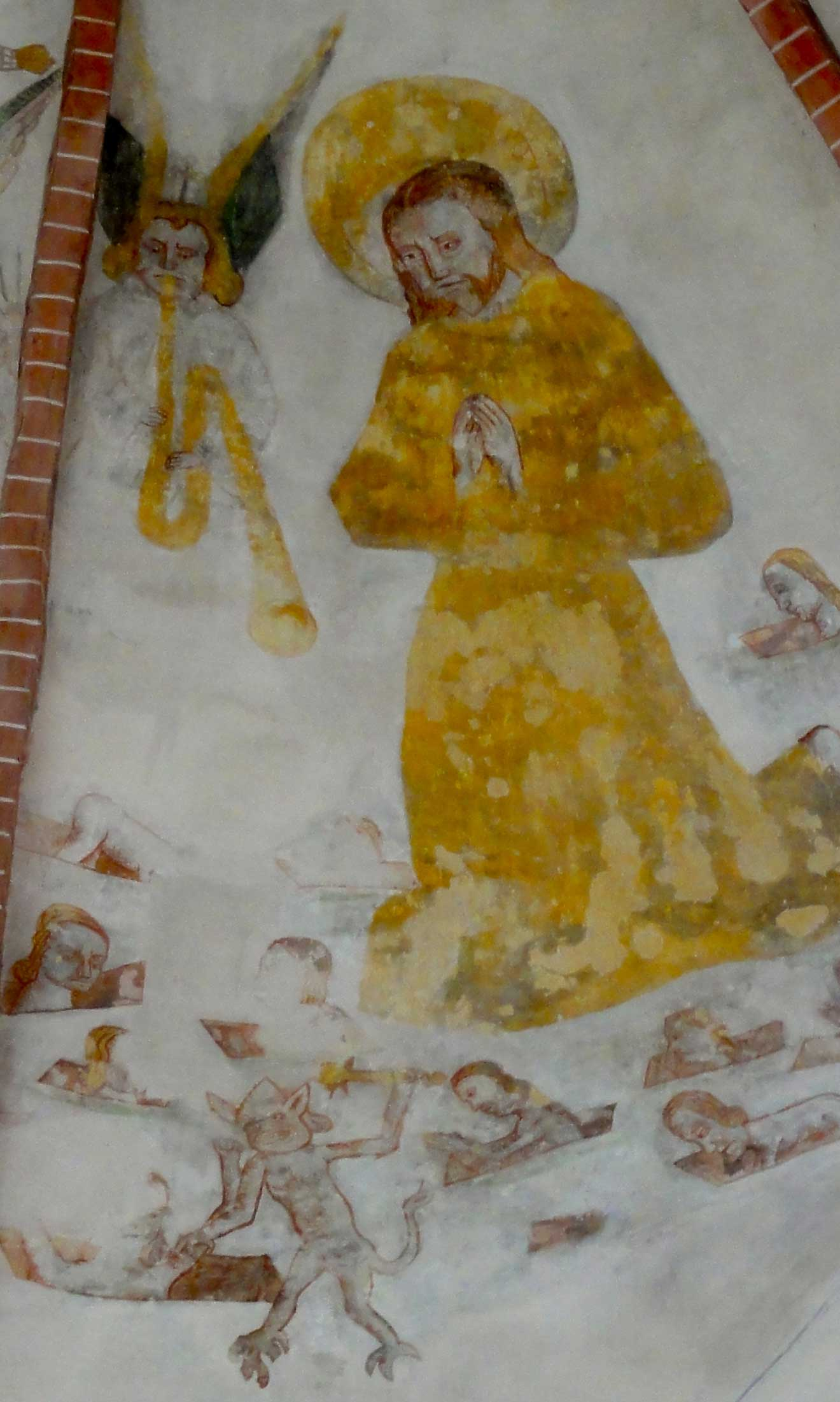
Het laatste oordeel (detail met Johannes)
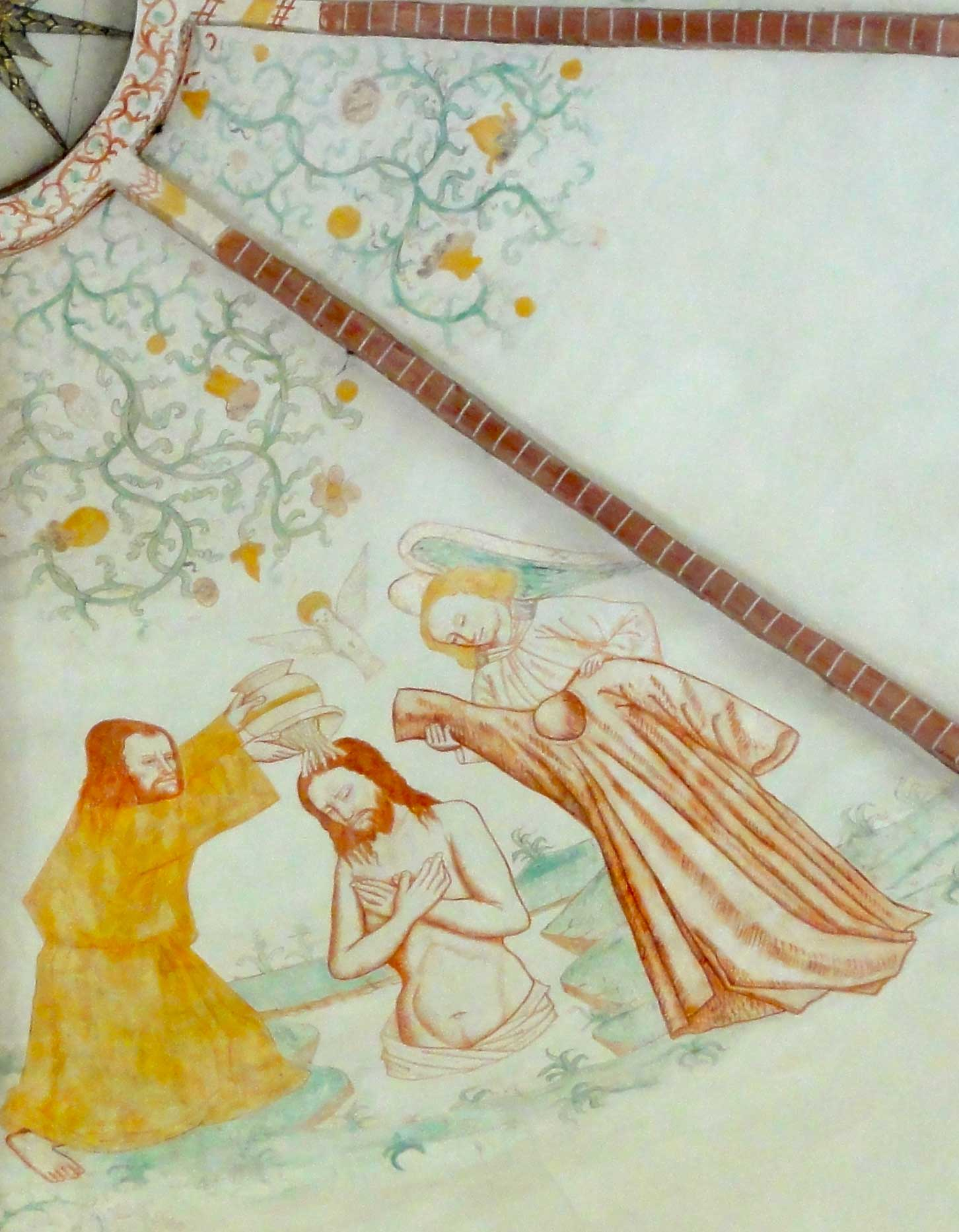
Doop van Jezus door Johannes de Doper
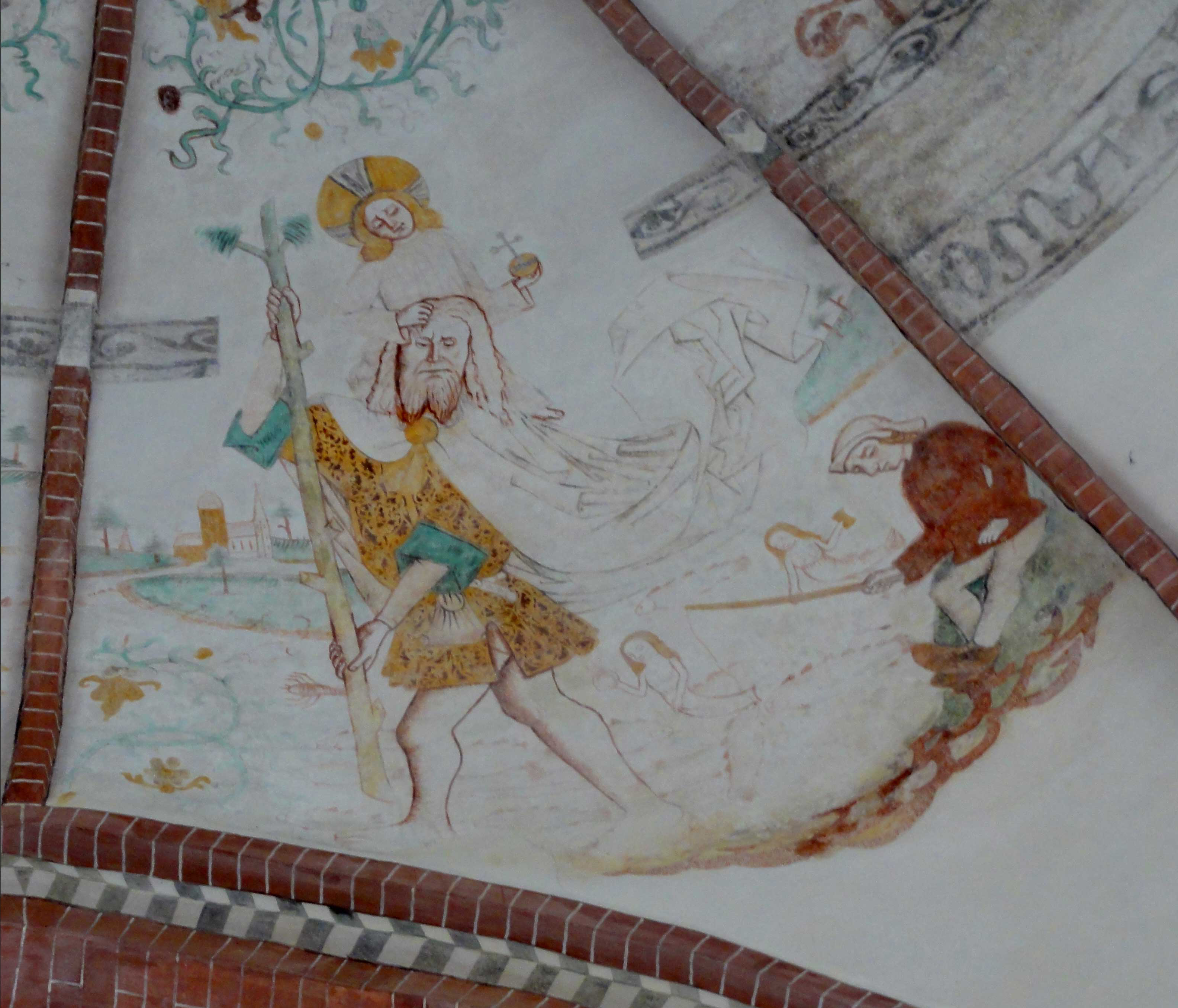
Sint Christophorus
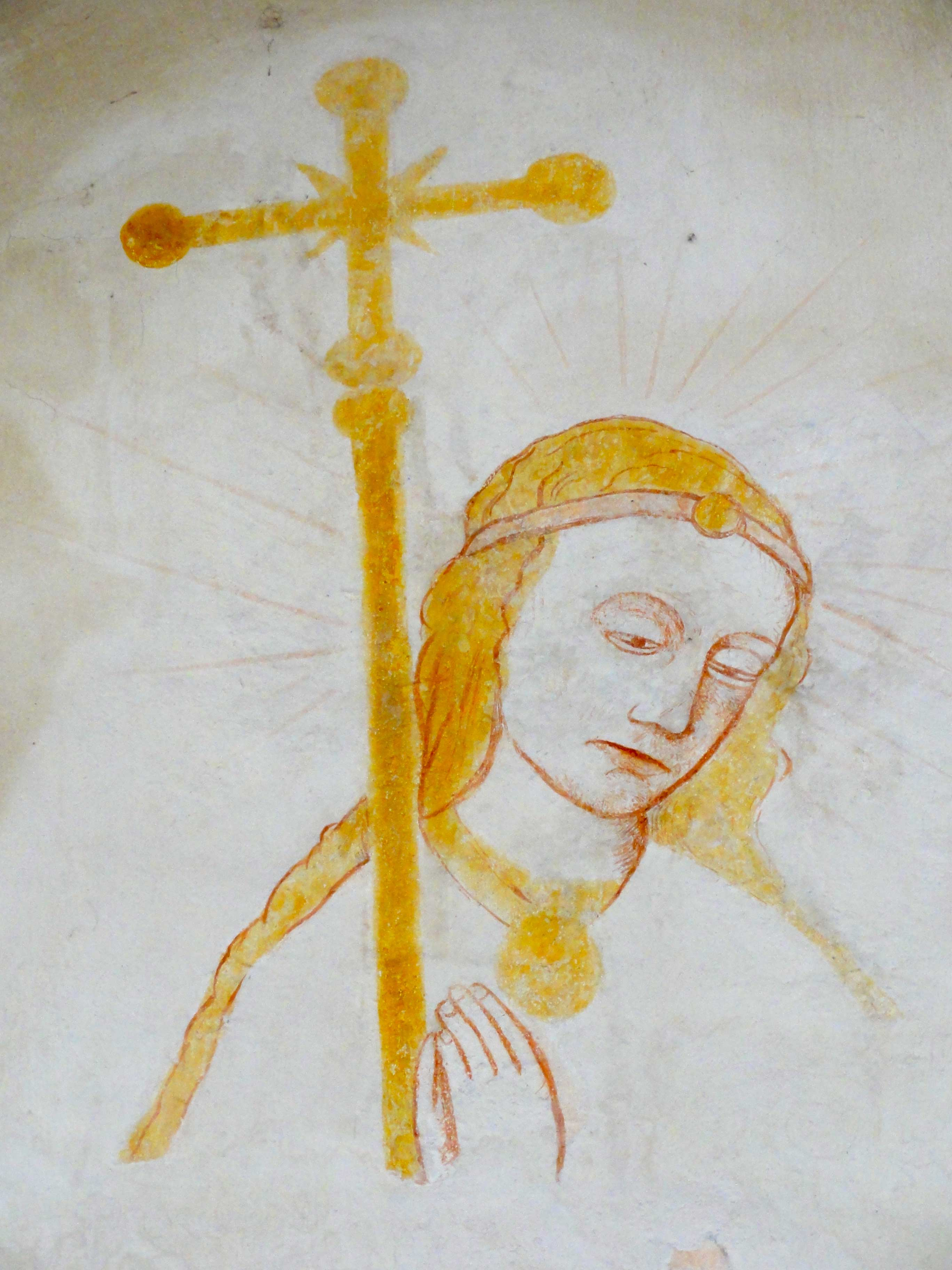
Sint Margaretha

## Kerkelijke gemeente
De Kerk van Noordbroek is in 2016 door de Hervormde Gemeente Noordbroek (Onderdeel van de Protestantse Kerk Nederland) overgedragen aan de Stichting Oude Groninger Kerken. Na de overdracht van het kerkgebouw, het leerkerkje en het kerkhof is de kerkelijke gemeente samengegaan met de Hervormde gemeente Schildwolde, Overschild en Hellum tot de Protestantse Gemeente de Woldkerken. (Wold van de Woldstreek, waar Schildwolde, Overschild en Hellum onderdeel van uitmaken en Wold-Oldambt waar Noordbroek in ligt) De kerkelijke gemeente in Noordbroek had altijd een vrijzinnige signatuur. Ongeveer tien keer per jaar wordt er nog een eredienst door de Woldkerken in de kerk van Noordbroek gevierd.